# Étienne (évêque de Lyon)
Pour les articles homonymes, voir Étienne.
Étienne est un évêque de Lyon ayant vécu au début du VIe siècle et prélat de la ville probablement entre 501 et 514.

## Biographie
Étienne est connu pour sa défense de la religion catholique auprès du roi des Burgondes Gondebaud, qui est alors arien. Il parvient à convaincre l'épouse de ce dernier, Carétène, de faire bâtir l'église Saint-Michel de l'île Barbe ; où elle se fait inhumer.
Étienne réunit les évêques du royaume burgonde, le 2 septembre 499, pour la fête de Saint Just en l'église des Macchabées. Á cette occasion, Avit, évêque de Vienne demande à Gondebaud d'organiser un débat entre les évêques ariens et eux. Ce débat, qui est parfois appelé Colloque de Lyon, n'aboutit pas à grand-chose.
Étienne meurt vers 514 et est inhumé dans l'église Saint-Just.